# 237164 Keelung
237164 Keelung è un asteroide della fascia principale. Scoperto nel 2008, presenta un'orbita caratterizzata da un semiasse maggiore pari a 2,2516406 au e da un'eccentricità di 0,0780092, inclinata di 4,05043° rispetto all'eclittica.